# Marcus Octavius (aedilis)
Marcus Octavius (? - 46 v.Chr.?) was een Romeins politicus en militair uit het equestrische geslacht Octavia.
Octavius was vermoedelijk een zoon van Gnaius Octavius, die in 76 v.Chr. consul was. Tussen 53 en 51 v.Chr. was Octavius waarschijnlijk onderbevelhebber (legatus) van Appius Claudius Pulcher, de proconsul van Cilicië en in 50 v.Chr. was hij aedilis curulis in Rome.
Tijdens de burgeroorlog tussen Pompeius en Caesar koos hij de zijde van Pompeius en was hij onderbevelhebber van een vlooteenheid in de Adriatische Zee, onder Marcus Calpurnius Bibulus. Na de nederlaag van de Pompeianen in de Slag bij Pharsalus verbleef hij nog een tijd in Dalmatia, waar hij onder andere vocht met Aulus Gabinius. In 46 v.Chr. werd hij verslagen door Publius Vatinius, waarop hij naar Africa vluchtte. Hier voerde hij het bevel over een deel van de Pompeiaanse vloot. Kort daarna zou hij zijn omgekomen.